# ورخ-پایوا
ورخ-پایوا (به لاتین: Verkh-Payva) یک منطقهٔ مسکونی در روسیه است که در سرزمین آلتای واقع شده‌است.